# Кладовище Вестре
Кладовище Вестре (дан. Vestre Kirkegård, що означає «Західне кладовище»), розташоване у великому парку в районі Конгенс Енгаве в Копенгагені, Данія. Зі своїми 54 гектарами це найбільше кладовище в Данії.
Кладовище впорядковане і слугує важливим відкритим простором, де люди прогулюються, дивляться на старі могили та пам'ятники.
Він розташований на південний захід від центру міста, між залізничними станціями Enghave, Sydhavn, Sjælør і Valby копенгагенської системи S-поїздів, поруч з історичним районом Carlsberg.Це одне з п'яти кладовищ, яким керує муніципалітет Копенгагена. Інші кладовища: кладовище Асистенс, кладовище Бреншой, кладовище Сундбю та кладовище Біспеб'єрг. На цвинтарі є католицька частина, а поруч є єврейський цвинтар (Єврейське західне кладовище).

## Історія

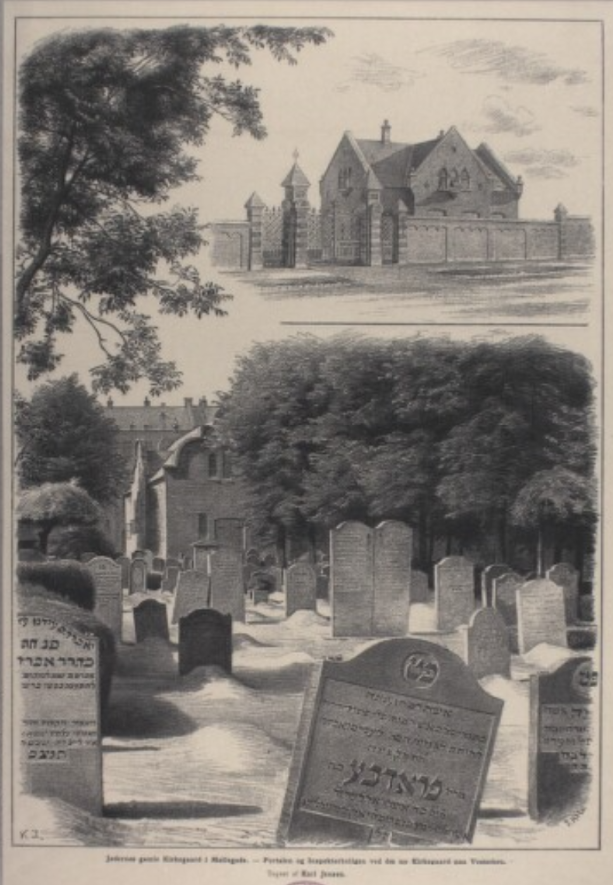
Кладовище Вестре

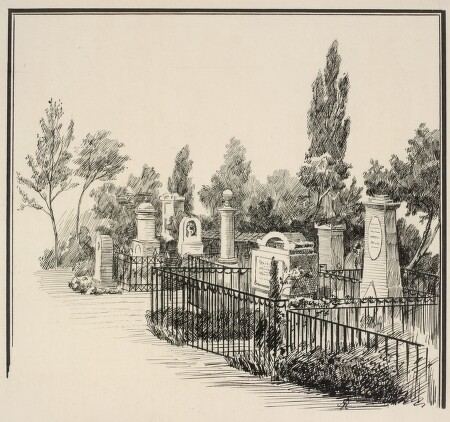
Асистенський цвинтар 1897

Вестре Кіркеґорд було відкрито 2 листопада 1870 року, щоб задовольнити нагальну потребу в адекватних місцях для поховання зростаючого населення Копенгагена. Кладовище Ассістенс, до того часу головне кладовище міста, вже давно не справлялося зі зростаючою кількістю поховань.
Ганс Йорген Хольм, який був постійним архітектором копенгагенських похоронних служб, у співпраці з ландшафтним архітектором Едвардом Глезелем (1858—1915) та міським інженером Чарльзом Амбтом були відповідальні за загальне планування та благоустрій нового кладовища. Спочатку місце поховання бідних, Вестре Кіркеґора стало головним місцем поховання в Копенгагені в 1990-х роках.

## Опис
Кладовище відоме своїми пейзажами, пропонує лабіринт густих гаїв, відкритих галявин, звивистих доріжок, живоплотів, зарослих гробниць, пам'ятників, обсаджені деревами алеї, водойми та інші садові елементи. Багато могил мають характерні надгробки, скульптури або великі мавзолеї та розташовані в еклектичному стилі. На території кладовища ростуть різноманітні дерева з багатьма рідкісними породами, і воно є притулком для птахів і дрібних ссавців.

## Будівлі
Майже всі будівлі на території були спроєктовані Гансом Йоргеном Холмом або Хольгером Якобсеном, який змінив його на посаді архітектора-резидента Копенгагенської ритуальної служби.
Холм спроєктував Північну та Південну каплиці (1906), також адміністративну будівлю, браму біля головного входу. Невідомо, хто був відповідальний за дизайн колишнього будинку інспектора біля головного входу.
Східна каплиця була відкрита в 1914 році за проєктом Хольгера Якобсена, але використовувалася лише до 1926 року.

## Проєкт «Перехрестя»
Проєкт «Перехрестя» (данською: Stjernevejsprojektet), розроблений Schønher Landskab, — ландшафтний проєкт, зосереджений на залишках Західної каплиці, що зараз слугує павільйоном для споглядання. Він був створений у 2003 році після того, як муніципалітет Копенгагена влаштував конкурс на регенерацію території, що характеризується занедбаною Південною каплицею кладовища та в'язами, що загинули від голландської хвороби в'язів. Комплекс покликаний слугувати подвійній меті: як місце поховання, так і відкритий простір та місце зустрічей у місті для тих, хто шукає спокою і тиші.
Комплекс складається з двох осей, що перетинаються, в центрі яких знаходиться колишня Південна каплиця. Каплицю частково зруйнували, залишивши лише центральну частину у вигляді відкритої павільйонної купольної споруди. Будівля частково поросла плющем. Навколишні садові простори двох осей, що утворюють грецький хрест, обмежені високими тисовими живоплотами та мають трав'яне покриття. У газони хрестовин заглиблені вузькі, іржавого кольору доріжки з окислених залізних пластин, обсаджені рядами вишневих дерев. В кінці кожного поперечного кронштейна знаходиться 9-метрова залізна арка іржавого кольору.
Дизайн проєкту натхненний Темпієтто Браманте в Римі та бароковими садами Вілли Горі в Сієні. Останній характеризується тим, що сад міститься у двох осях саду, замість того, щоб осі були сполучною ланкою навколишніх садів, як це зазвичай буває.

## Пам'ятники та твори мистецтва

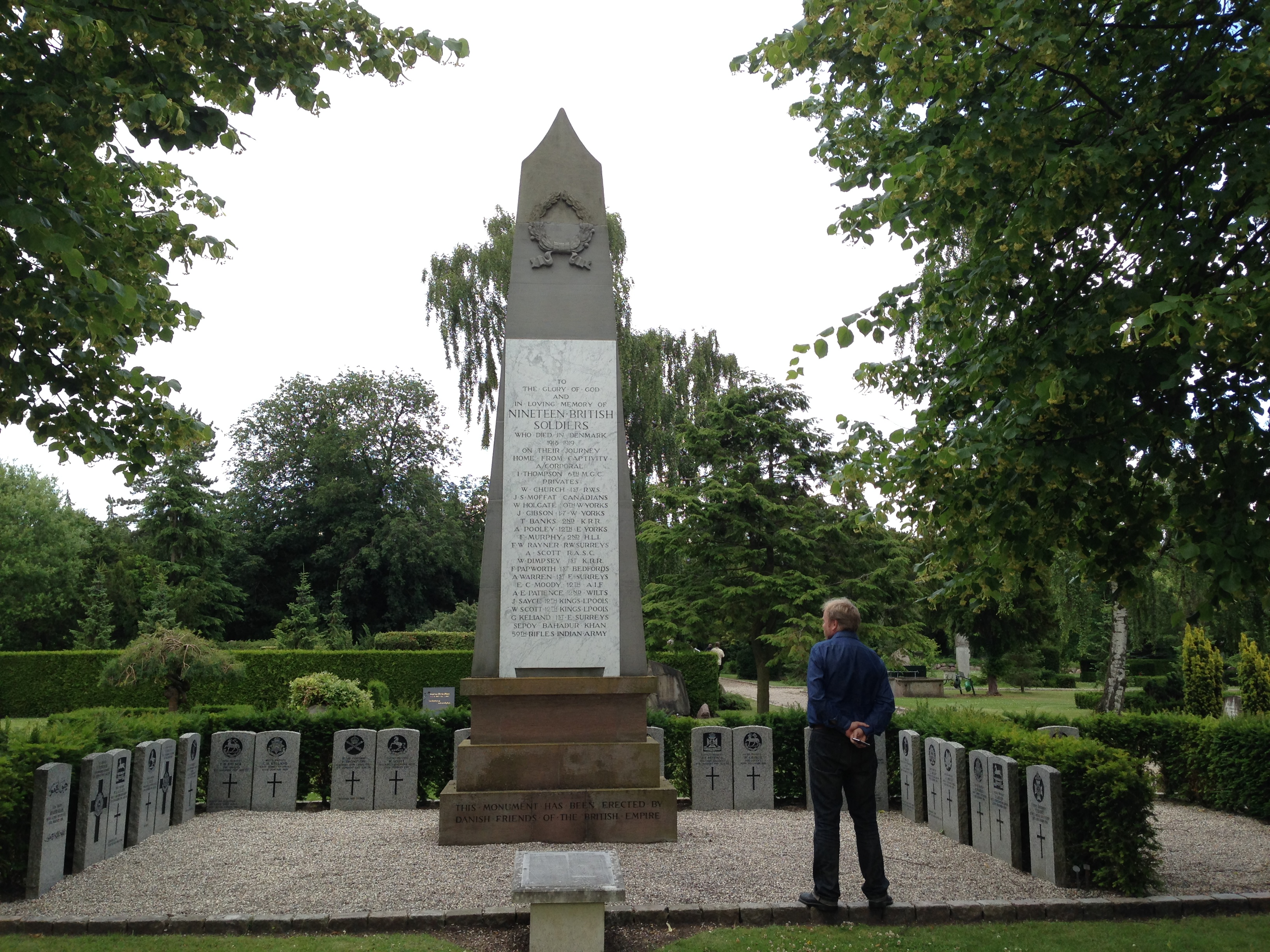
Меморіал британським солдатам, похованим у Вестре Кіркегорд

Прямо перед головним входом знаходиться бронзова статуя Арне Банга «Загиблий» («En Falden»), встановлена в 1942 році в пам'ять про данських солдатів, які загинули, коли Данія була окупована нацистською Німеччиною 9 квітня 1940 року. У внутрішньому саду Північної каплиці знаходяться два рельєфи художника Хенріка Старке, Смерть і Воскресіння, які були встановлені в 1949 році. Вони були подарунком фонду Альбертина.
Дев'ятнадцять колишніх британських військовополонених, звільнених наприкінці Першої світової війни, які прямували додому, померли в Копенгагені близько Нового 1919 року. Серед них були канадець, індієць і австралієць з Тасманії. Кожна з них має надгробок Комісії з військових поховань Співдружності, а в 1920 році на їхню честь було відкрито чудовий меморіал, подарований данцями. Там також поховані троє британців, загиблих під час Другої світової війни.
На фарерській ділянці знаходиться пам'ятник, створений художником Елофом Різебай. На фарерській ділянці знаходиться пам'ятник, створений художником Елофом Рісебю. Пам'ятник у гренландській секції 19 датується 1963 роком і був створений скульптором Яном Булем.

## Поховання
Серед видатних людей, похованих на цвинтарі, — політичні та бізнес-лідери, філософи, художники та музиканти:
- Карл Аллер (1845—1926), видавець, засновник Aller Media
- Лаура Аллер (1849—1917), редактор-новатор і видавець журналу
- Ганс Нільс Андерсен (1852—1937), бізнесмен, засновник Східно-Азіатської компанії
- Герман Банг (1857—1912), письменник
- Вільгельм Буль (1881—1954), політичний лідер, соціал-демократ, прем'єр-міністр Данії
- Анна Марі Карл-Нільсен (1863—1945), скульптор
- Еммі Драхманн (1854—1928), прозаїк
- Едвард Еріксен (1876—1959), скульптор, найбільш відомий завдяки статуї Русалоньки
- Йорген Педерсен Грам (1850—1916), математик
- Густав Адольф Хагеман (1842—1916), інженер і бізнесмен
- Вільгельм Хаммерсхой (1864—1916), художник
- Ганна Гофман (1858—1917), скульптор і срібний майстер
- Карен Ганновер (1872—1943), кераміст
- Ганс Крістіан Гансен (1906—1960), політичний лідер, прем'єр-міністр від соціал-демократів
- Ганс Гедтофт (1903—1955), політичний лідер, соціал-демократ
- Пер Геккеруп (1915—1979), політичний лідер, соціал-демократ
- Артур Дженсен (1897—1981), актор
- Август Єрндорф (1846—1906), художник
- Тед Джонс (1923—1986), американський джазовий трубач
- Вігго Кампман (1910—1975), політичний лідер, прем'єр-міністр від соціал-демократів
- Джулі Марстранд (1882—1943), скульптор
- Аста Нільсен (1881—1972), кіноактриса
- Дагмар Ольрік (1860—1932), художниця
- Карл Нільсен (1865—1931), композитор
- Єнс Отто Краг (1914—1978), політичний лідер, прем'єр-міністр від соціал-демократів
- Юліус Петерсен (1839—1910), математик
- Джулі Рамсінг (1871—1954), філантроп
- Кнуд Расмуссен (1879—1933), полярний дослідник і антрополог
- Карл Рол-Сміт (1848—1900), датсько-американський скульптор
- Торвальд Штаунінг (1873—1942), політичний лідер, перший соціал-демократ Прем'єр-міністр
- Герман Баагое Шторк (1839—1922), архітектор і геральдичний художник
- Яльмар Седерберг (1869—1941), шведський письменник
- Ед Тігпен (1930—2010), американський джазовий барабанщик
- Лауріц Туксен (1853—1927), скульптор, художник
- Клара Вевер (1855—1930), вишивальниця
- Ліва Вел (1897—1952), співачка, актриса
- Карло Віт (1885—1943), актор
- Крістіан Захртманн (1843—1917), художник
- Крістіан Сіндінг (1856—1941), композитор

## Галерея

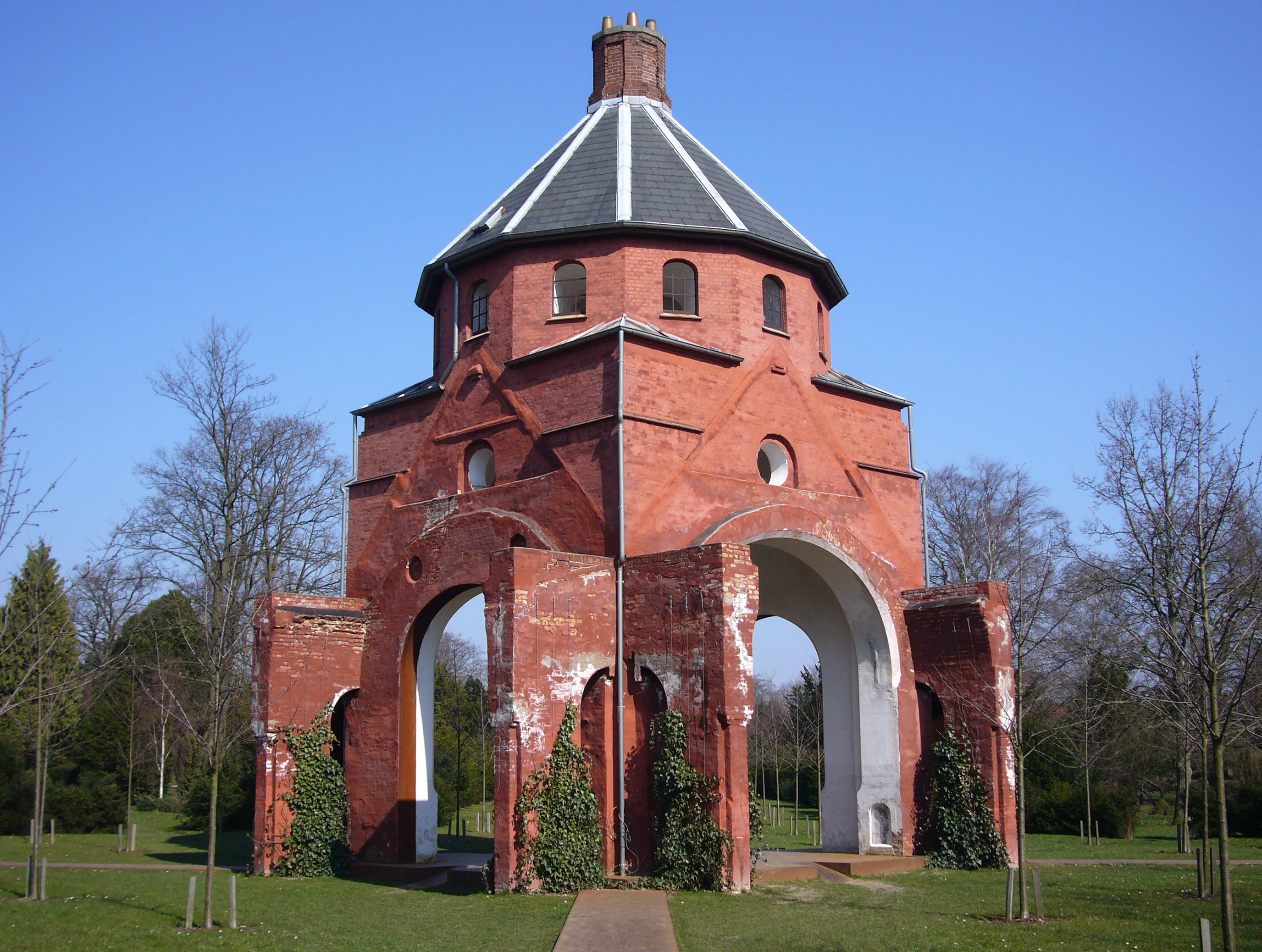
Залишки Південної каплиці
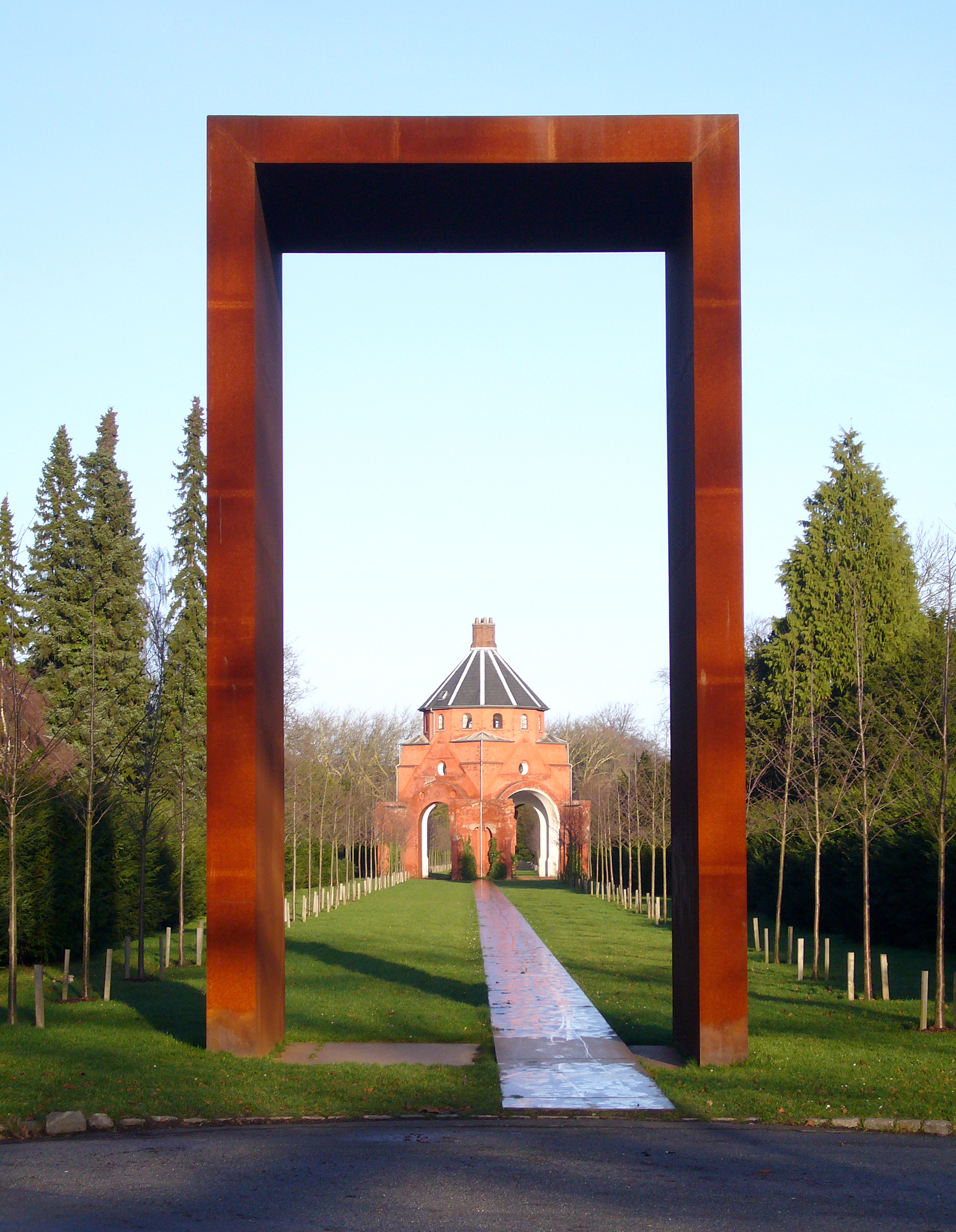
Один із чотирьох шляхів
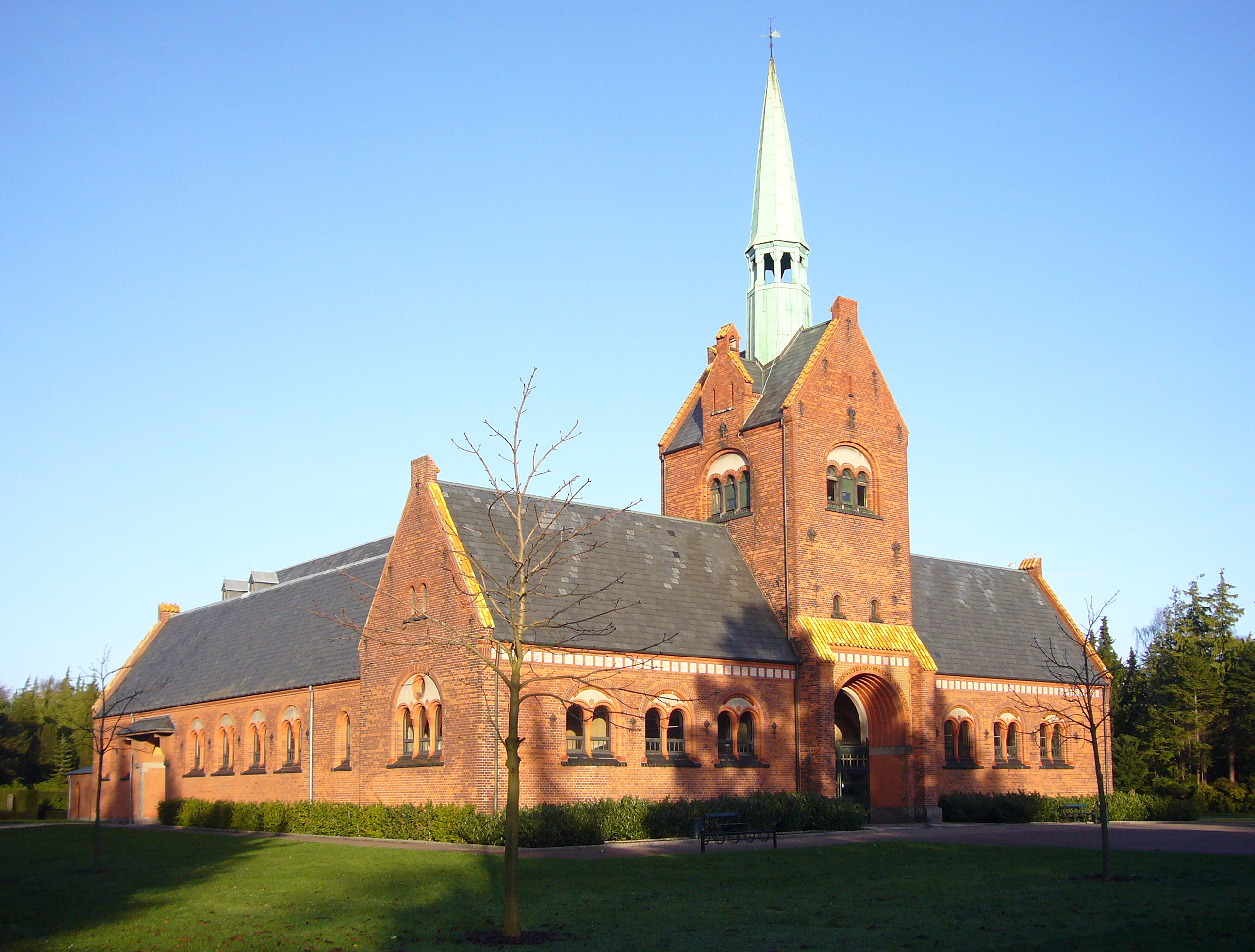
Північна каплиця
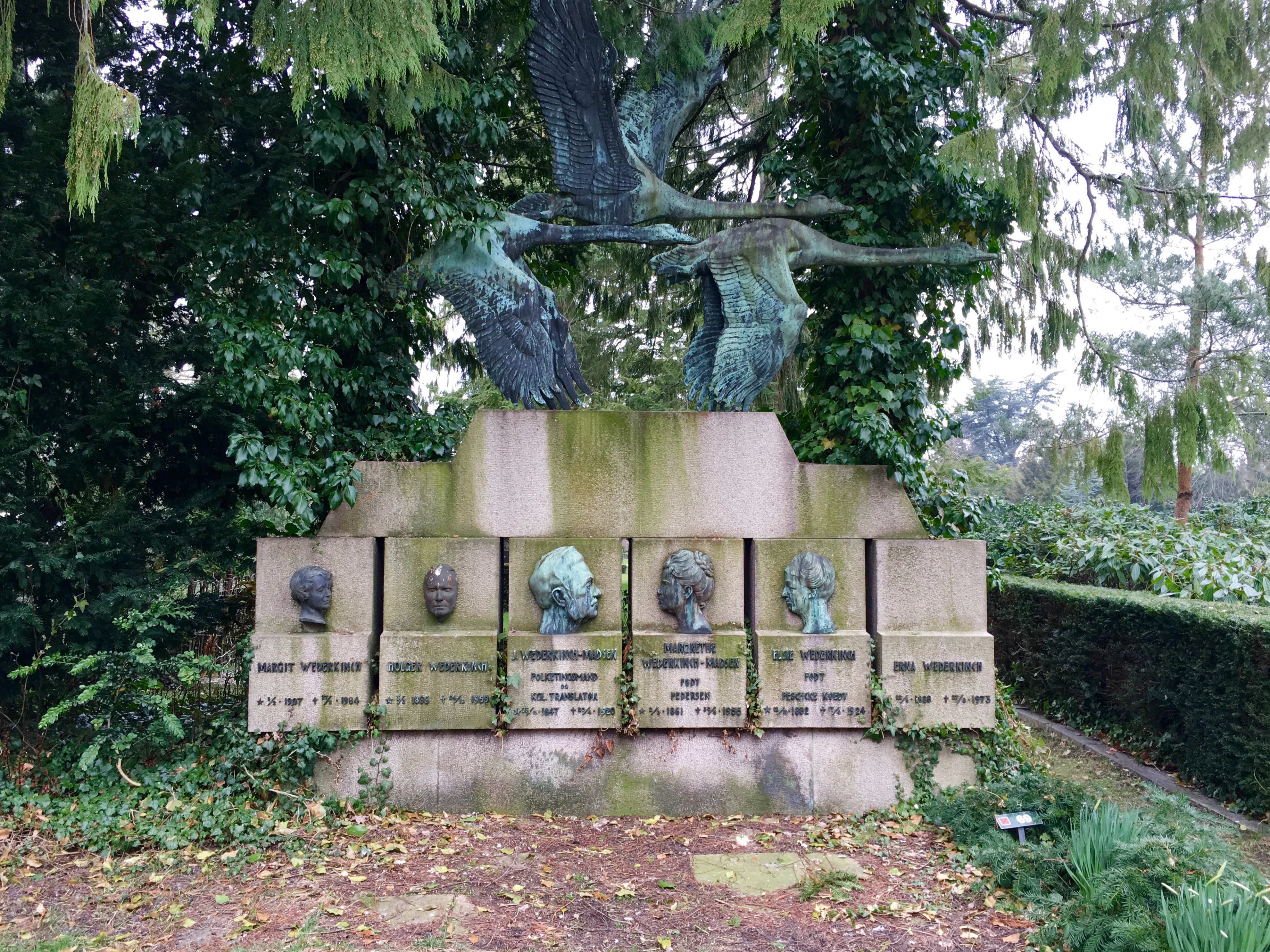
Пам'ятник
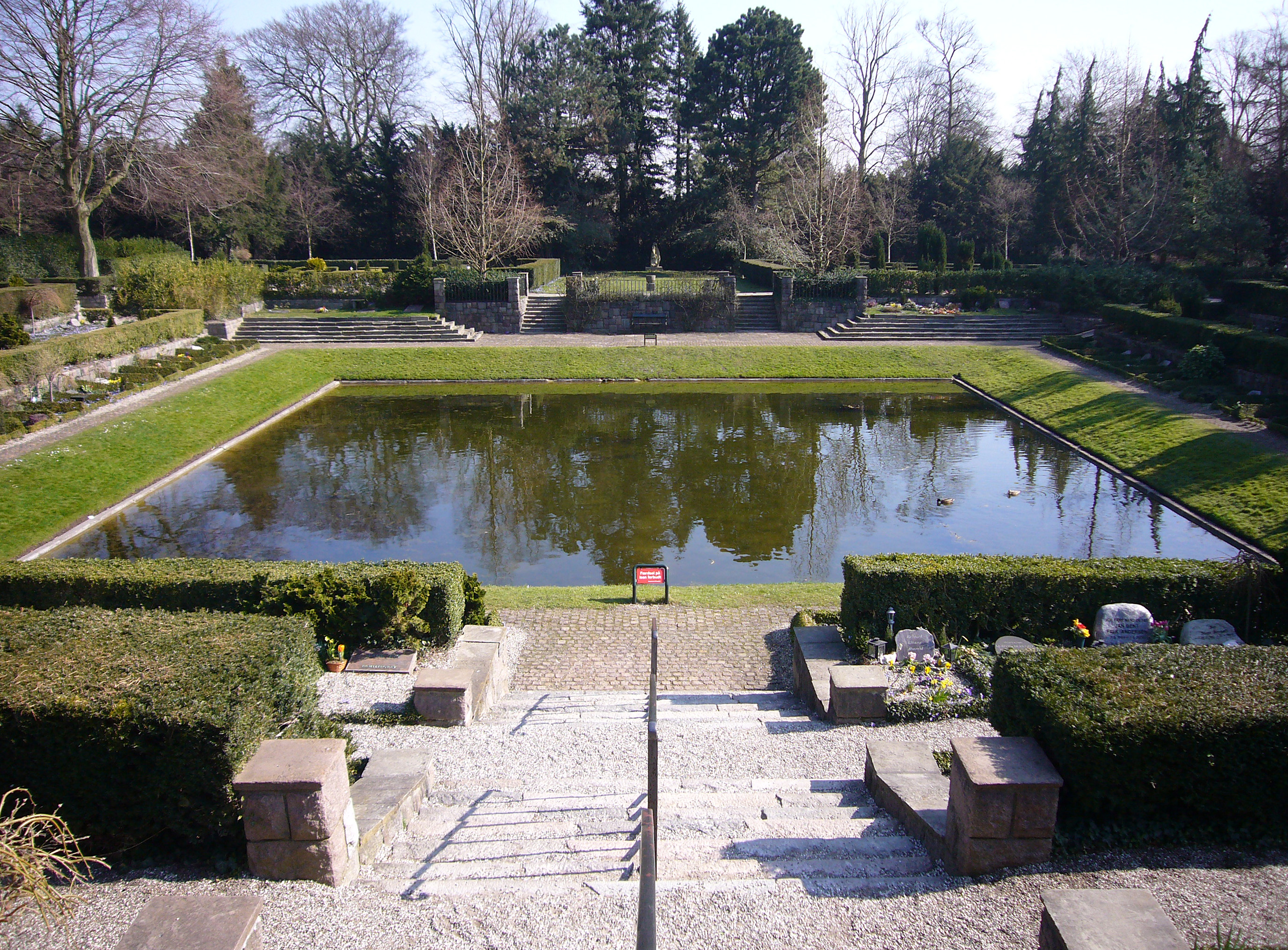
Одне з озер Західного кладовища

## Культурні посилання
У Nordisk Foraar (1911, «Північна весна») Йоганнес В. Єнсен називає Вестре Кіркегорд найкрасивішим парком Копенгагена, «вищим, елегантнішим за центр міста» («Одного ранку я виходжу до Вестре Кіркегорд і відчуваю себе невимушено. Це найкрасивіший парк, який у нас є, він вищий, ніж у місті, вільніший, а молоді дерева стоять під вітром з озера і ростуть, розбухаючи пишним цвітом»).